# 近藤敏之
近藤 敏之（こんどう としゆき、1964年6月24日 - ）は、NHKのチーフアナウンサー。

## 人物
桐蔭学園高等学校を経て東北大学法学部卒業後、1987年入局。
拠点局を含めた地方局勤務が長く続いていたが、その中でスポーツアナウンサーとしてのキャリアを積み上げ、サッカーの国際試合の実況に抜擢されることも多かった。

## 過去の出演番組
- スポーツ中継（メジャーリーグ、サッカーなど）
- 長野オリンピック（男子アイスホッケー実況）
- バンクーバーオリンピック